# Hrvatski nezavisni demokrati
Hrvatski nezavisni demokrati (HND) naziv je za političku stranku koja djeluje u Hrvatskoj.
Stranka je nastala 1994. godine, kao posljedica frakcijskog sukoba koji je duže vremena tinjao u vladajućoj Hrvatskoj demokratskoj zajednici. Na jednoj strani je bila desna, nacionalistička struja, na čelu s ministrom obrane Gojkom Šuškom, dok je na drugoj strani bila lijeva frakcija, sastavljena mahom od bivših komunista, na čelu sa šefom obavještajnih službi Josipom Manolićem i tadašnjim predsjednikom Sabora Stjepanom Mesićem. Godine 1993. Šuškova struja odnijela je prevagu te je Manolić degradiran imenovanjem na čelo Županijskog doma Sabora, a 1994. pokrenuta je njegova smjena i s tog položaja.
Kada je sljedeće godine Mesiću ponuđeno mjesto veleposlanika, on i Manolić pokrenuli su plan privođenja HDZ-ovih zastupnika na svoju stranu. Mislili su da će, uz pomoć glasova tadašnje opozicije, uspjeti lišiti Franju Tuđmana parlamentarne većine. Taj pokušaj nije uspio, i obojica su smijenjeni. Oni i njihove pristaše tad su istupili iz HDZ-a i formirali novu stranku, pod nazivom HND.
Dok HND nije uspio preuzeti vlast u Saboru, to mu je uspjelo u Skupštini Zagrebačke županije, što će godinu dana kasnije imati dalekosežne posljedice prigodom Zagrebačke krize.
Na parlamentarnim izborima 1995. godine se pak ispostavilo da HND ne može računati na bivše glasače HDZ-a, dok su glasači oporbe preferirali etablirane stranke. Zbog toga HND doživljava neuspjeh na izborima.
Stjepan Mesić je zbog toga dvije godine kasnije napustio HND i prešao u Hrvatsku narodnu stranku, dok je Manolić ostao voditi marginaliziran HND.